# Annales de l'Institut Fourier
Annales de l'Institut Fourier is een internationaal, aan collegiale toetsing onderworpen wetenschappelijk tijdschrift op het gebied van de wiskunde. De naam wordt in literatuurverwijzingen meestal afgekort tot Ann. I. Fourier. De verspreiding van het tijdschrift wordt verzorgd door het Center for Diffusion of Academic Mathematical Journals (CEDRAM).